# Carl Shy
Carl Leslie Shy (ur. 13 września 1908 w Los Angeles, zm. 17 grudnia 1991 w hrabstwie Orange) – amerykański koszykarz, złoty medalista letnich igrzyskach olimpijskich w Berlinie. Wystąpił w trzech spotkaniach.